# پن‌رز (کلرادو)
پن‌رز (به انگلیسی: Penrose) یک منطقهٔ مسکونی در ایالات متحده آمریکا است که در شهرستان فرمونت، کلرادو واقع شده‌است. پن‌رز ۴۶٫۲ کیلومتر مربع مساحت و ۳٬۵۸۲ نفر جمعیت دارد و ۱٬۶۲۷ متر بالاتر از سطح دریا واقع شده‌است.